# Séismite

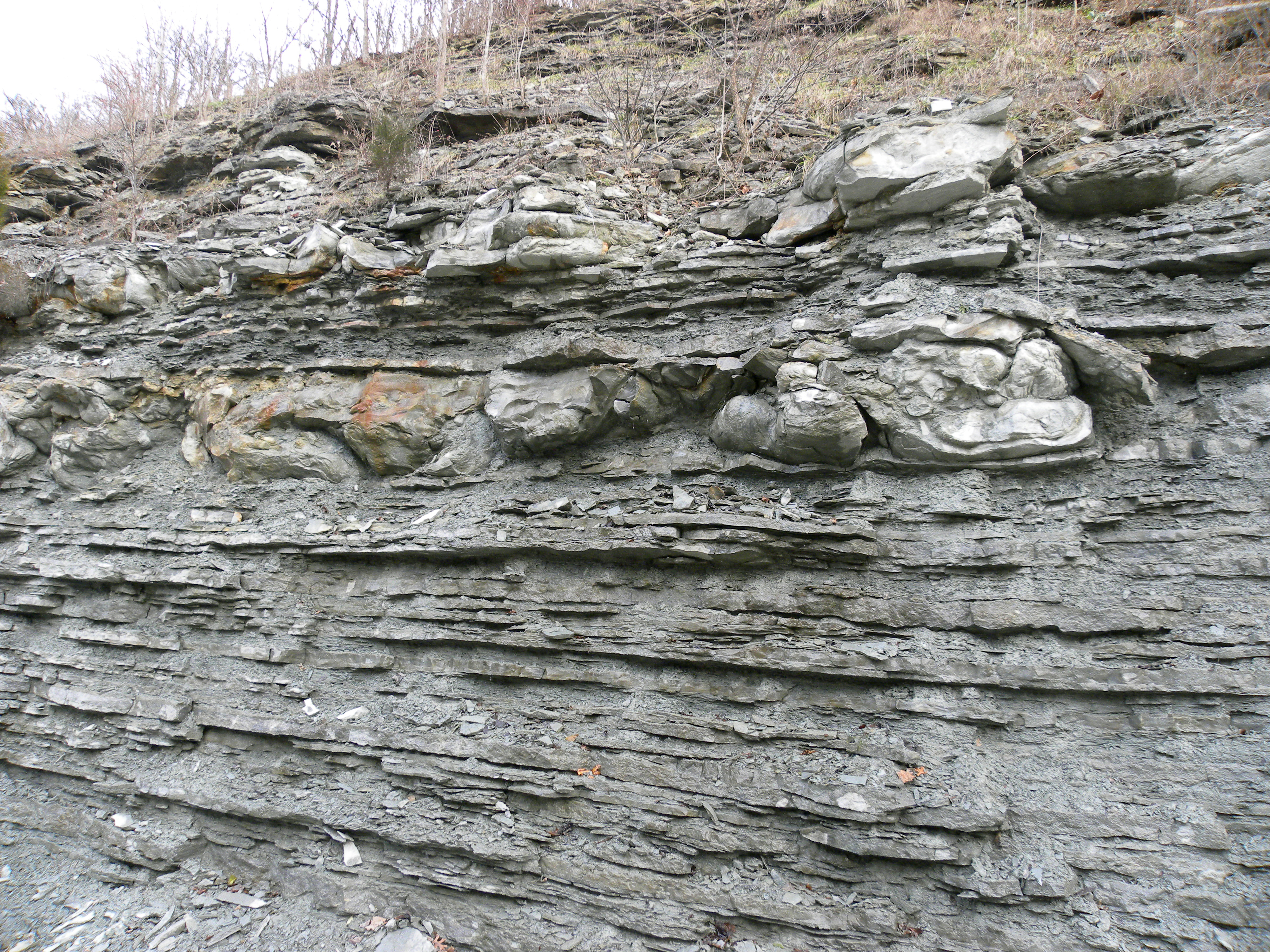
Séismites de l'Ordovicien supérieur, dans son contexte géologique (Nord Kentucky)

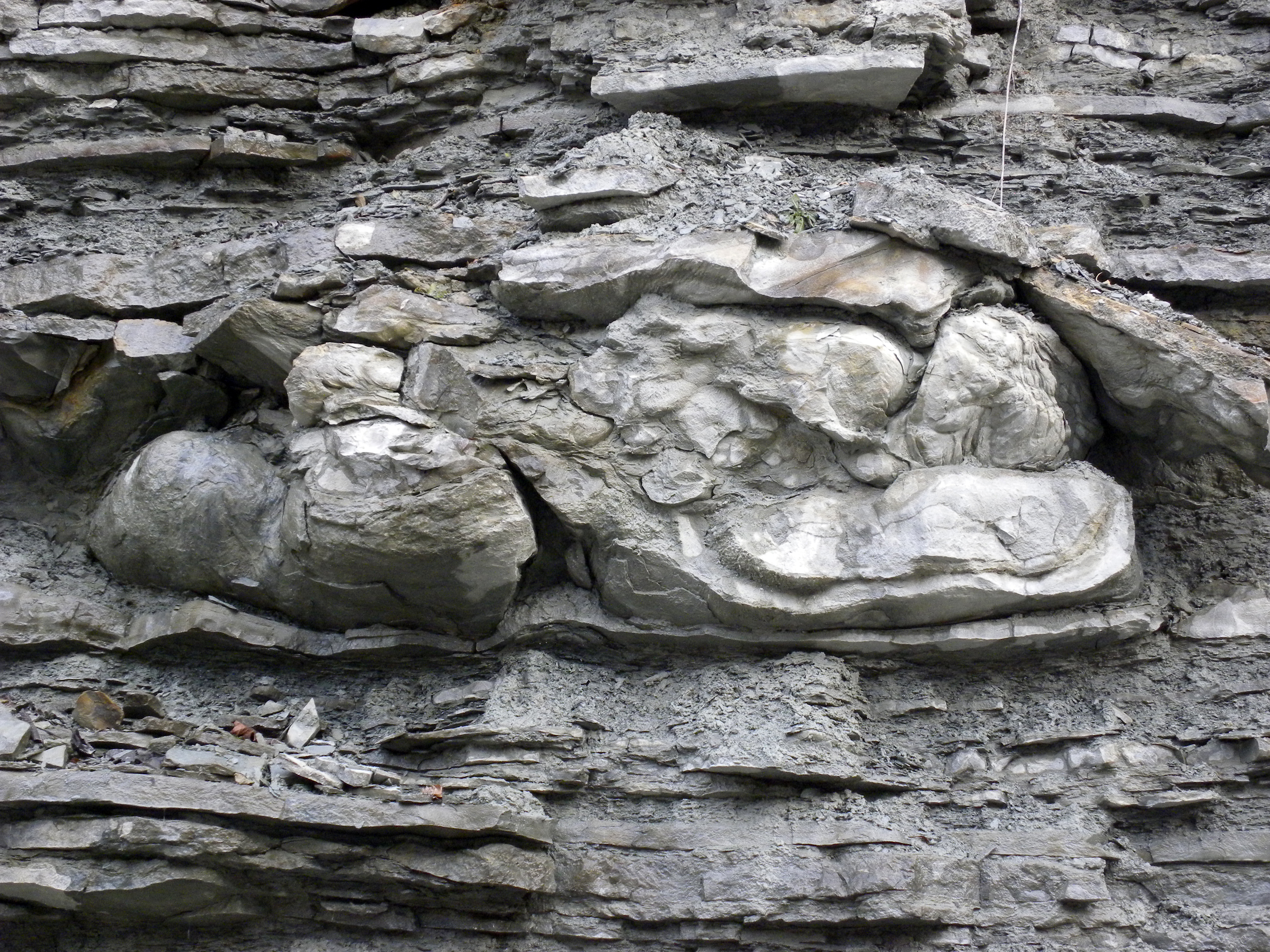
Séismites de l'Ordovicien supérieur, dans le nord Kentucky (vue rapprochée).

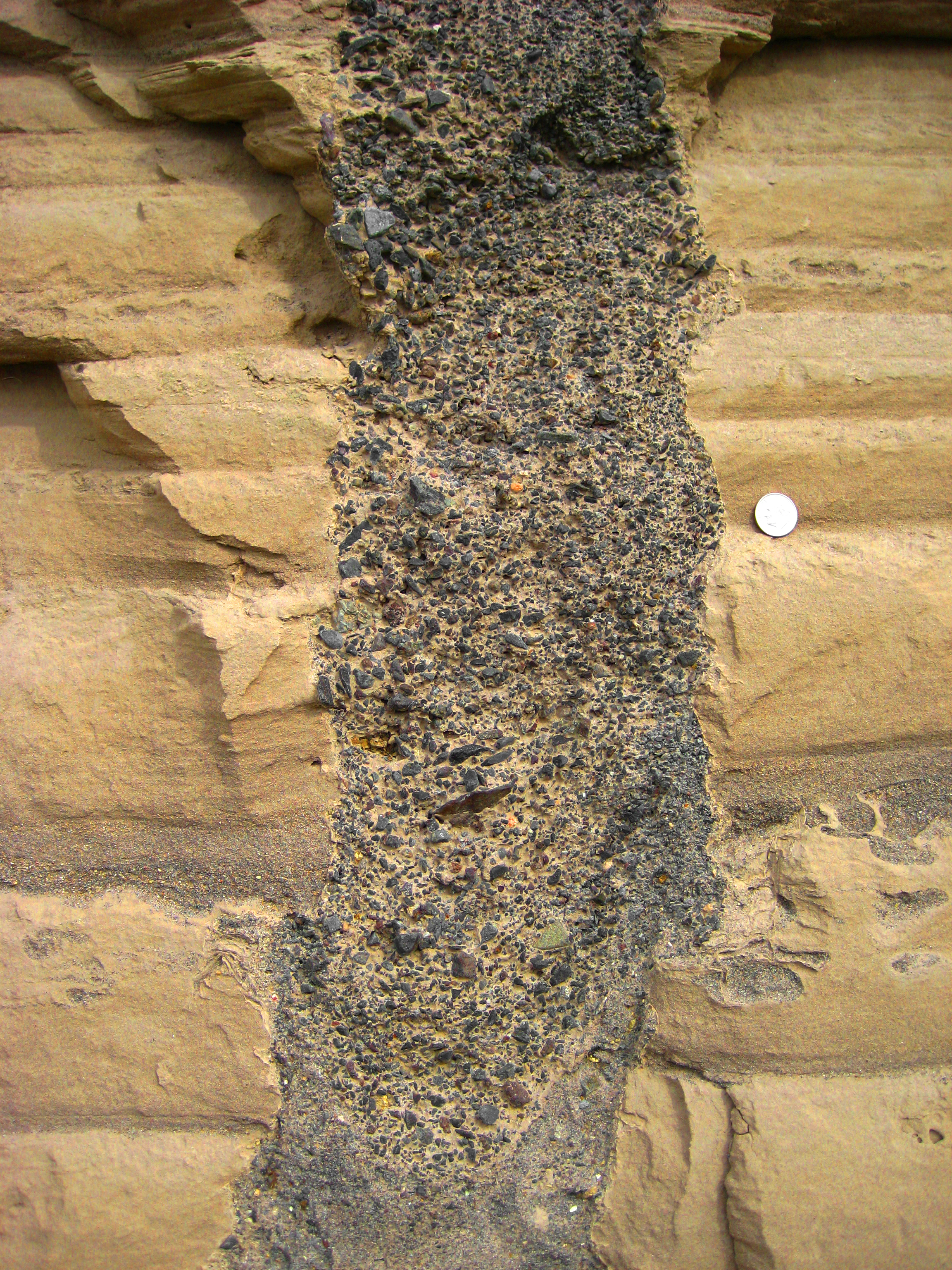
Une structure associée à un séisme est parfois par extension appelée séismite (ici intrusion clastique de sable volcanique, "Clastic dyke").

Le géologue nomme séismites ou sismites les lits sédimentaires marqués et perturbés par des secousses sismiques. Quand il s'agit des effets secondaires d'un séisme laissés par un tsunami, on parle de tsunamites. S'il s'agit de traces laissées dans une caverne, on parle de spéléosismite.
Le paléontologue allemand Adolf Seilacher semble le premier à avoir utilisé le terme en 1969 pour décrire une variété d'effets post-dépositionnels induites dans des sédiments non consolidés par des secousses sismiques.
Aujourd'hui, le mot décrit à la fois les couches sédimentaires perturbées par des secousses sismiques et des structures associées, également déformées. Cela peut être ou non limité à une couche stratigraphique (roche détritique ou sable volcanique). 
Plusieurs systèmes informels de classification ont développé des critères pour différencier les séismites d'autres types de déformation de sédiments mous induites par des processus d'origine non sismique (cryoturbation, bioturbation, effondrements spontanés de terrain...),,,,,,,,,. 

## Utilisations
Les géologues utilisent les séismites pour mieux identifier, localiser, décrire et dater les séismes du passé. 
Si des séismes sont récurrents dans une même région, avec un pas de temps régulier, ils peuvent aussi servir à la prospective,,,.